# 不変面

不変面と黄道の関係を表す概念図。

不変面（ふへんめん、英: invariable plane）とは、孤立した質点系の全角運動量ベクトルに垂直な平面である。特に、天文学においては太陽系などの惑星系の天体力学の計算を行う際に、基準面として用いられる。太陽系においては、角運動量の殆どを占める軌道角運動量の99.69%以上が、木星、土星、天王星、海王星の4つの巨大惑星の寄与によるものである。太陽系の不変面は、黄道面に対して約1.58°傾いており、木星軌道と土星軌道の間に収まっているが、太陽系に存在するありとあらゆる天体の質量と運動がわかっているわけではないので、不変面の正確な位置を決定することはできていない。

## 経緯
太陽系の天体力学を扱うに当たっては、一般に黄道面が基準とされていたが、これにはそうすべきという物理学的な根拠がない。これに対し、フランスの数学者・天文学者ピエール＝シモン・ラプラスは、太陽系の全角運動量ベクトルに垂直で、太陽系の重心を通る平面が一意に決められることを発見し、これを「不変面」と定義し導入した。系に外力が働かない場合は、全角運動量ベクトルは時間・空間に対し常に一定となるので、不変面は文字通り不変となる。不変面は、決定することができれば、恒久的で自然な系の基準面となり得る。
ラプラス以降、何人かの天文学者が太陽系の不変面を求めてきた。その間に、海王星、冥王星などが発見され、更に探査機などの観測成果によって、太陽系内天体の質量と運動を計算する精度は大きく向上し、理論的な概念だった不変面が、真の不変面に限りなく近いものを求められるようになっている。
| 年   | 計算者                | 黄道面に対する傾斜角 (°) | 昇交点黄経 (°)  | 備考                        |
| ---- | --------------------- | ------------------------ | --------------- | --------------------------- |
| 1802 | ラプラス              | 1.5919                   | 102.9581        | 1750.0分点                  |
| 1802 | ラプラス              | 1.5919                   | 102.9542        | 1750.0分点 但し惑星は1950.0 |
| 1834 | ポンテクーラン        | 1.5711                   | 103.1458        | 1800.0分点                  |
| 1834 | ポンテクーラン        | 1.5708                   | 103.1472        | 1800.0分点 但し惑星は2000.0 |
| 1872 | ストックウェル        | 1.5788716                | 106.235000      | 1850.0分点                  |
| 1903 | シー                  | 1.5854847                | 106.1463022     | 1850.0分点                  |
| 1920 | イネス                | 1.5831                   | 106.5836        | 1900.0分点                  |
| 1955 | クレメンス&ブラウワー | 1.6469 ± 0.0061          | 107.222 ± 0.035 | 1950.0分点                  |
| 1982 | ブルクハルト          | 1.589706                 | 107.12736       | 1950.0分点                  |
| 1982 | ブルクハルト          | 1.587183                 | 107.60856       | 2000.0分点                  |
| 2012 | Souami & Souchay      | 1.57869                  | 107.5822        | 2000.0分点                  |

## 性質

### 定義
孤立した（外力が及ばない）質点系における不変面は、質点の全角運動力ベクトルに垂直で、かつ系の重心を通る平面と定義される。外力が働かない限り、全角運動量ベクトルは時間に対しても空間に対しても一定であるので、「不変」面と呼ばれる。不変面は、惑星の摂動によって時間と共に変化する黄道面と比べ、単純な幾何学的特性に従い、孤立系の力学における必然的な帰結として導かれるもので、より自然で理に適った天体力学の基準面となる。不変面は、ラプラスが定義したことにちなんで「ラプラス面」と呼ばれる場合もあるが、一般的に「ラプラス面」といえば、衛星などの歳差運動の軸に垂直な平面のことであり、両者を混同すべきではない。

### 定式化
ニュートン力学の下では、質点が{\displaystyle N}個の質点系における全角運動量ベクトルは、
{\displaystyle {\vec {L}}_{tot}=\sum _{j=1}^{N}m_{j}{\vec {r}}_{j}\times {\dot {\vec {r}}}_{j}}
と表される。ここで、{\displaystyle m_{j}}、{\displaystyle {\vec {r}}_{j}}、{\displaystyle {\dot {\vec {r}}}_{j}}はそれぞれj番目の質点の、質量、系の重心を原点とした位置ベクトル、系の重心を原点とした速度ベクトル、を表す。これに、相対論的効果を加味すると、質量の{\displaystyle m_{j}}は、
{\displaystyle m_{j}^{*}=m_{j}\cdot \left[1+{\frac {{\dot {\vec {r}}}_{j}^{2}}{2c^{2}}}-{\frac {1}{2c^{2}}}\left(\sum _{k\neq j}{\frac {Gm_{k}}{|{\vec {r}}_{k}-{\vec {r}}_{j}|}}\right)\right]}
で置き換えられる。ここで、{\displaystyle c}は真空中の光速、{\displaystyle G}は重力定数である。

### 太陽系の例
太陽系において、全角運動量に対する各惑星の寄与は、木星が最も大きく61.368%から61.515%。次いで土星が24.925%から24.957%、海王星が7.994%、天王星が5.406%から5.407%となっている。ただし、これらは太陽系の重心を中心とした公転運動だけを考慮した、軌道角運動量における内訳である。実際には、全角運動量といった場合には、天体の自転による角運動量、衛星の公転による角運動量も含まれる。特に、圧倒的な質量を持つ太陽の自転による回転角運動量はそれなりに大きく、全角運動量に対しおよそ1%程度の寄与があるとみられる。しかし、太陽内部の構造と対流などの運動の不定性と、太陽の自転の差動回転から、誤差は寄与以上に大きく、精密な計算にはとても用いることができない。また、太陽以外の天体の自転や、衛星の公転は、惑星の公転に比べたら影響は非常に小さい。そのため、これらは全て無視し、公転軌道角運動量だけで計算するのが、実用的な不変面の求め方である。
全ての惑星の公転軌道面は、惑星間の重力の影響による摂動で、不変面に対して時間変化を示す。地球の場合、およそ10万年の周期で振動しており、不変面に対する軌道傾斜角は0°から3°まで変化する。木星の場合は、不変面に対する軌道傾斜角は14'から29'まで変化する。
| 分類            | 天体名   | 公転軌道面の傾き | 公転軌道面の傾き | 公転軌道面の傾き | 公転周期 （年） | 自転軸（赤道） 傾斜角 | 自転周期 （日） |
| 分類            | 天体名   | 軌道傾斜角       | 対太陽の赤道     | 対不変面         | 公転周期 （年） | 自転軸（赤道） 傾斜角 | 自転周期 （日） |
| --------------- | -------- | ---------------- | ---------------- | ---------------- | --------------- | --------------------- | --------------- |
| 地球型 岩石惑星 | 水星     | 7.01°            | 3.38°            | 6.34°            | 0.241           | 0.01°                 | 58.7            |
| 地球型 岩石惑星 | 金星     | 3.39°            | 3.86°            | 2.19°            | 0.615           | 177°                  | 243             |
| 地球型 岩石惑星 | 地球     | 0° 基準面        | 7.16°            | 1.57°            | 1.00            | 23.4°                 | 0.997           |
| 地球型 岩石惑星 | 火星     | 1.85°            | 5.65°            | 1.67°            | 1.88            | 25.2°                 | 1.03            |
| 木星型 天王星型 | 木星     | 1.31°            | 6.09°            | 0.32°            | 11.9            | 3.12°                 | 0.414           |
| 木星型 天王星型 | 土星     | 2.49°            | 5.51°            | 0.93°            | 29.5            | 26.7°                 | 0.426           |
| 木星型 天王星型 | 天王星   | 0.77°            | 6.48°            | 1.02°            | 84.0            | 97.8°                 | 0.718           |
| 木星型 天王星型 | 海王星   | 1.77°            | 6.43°            | 0.72°            | 165             | 28.3°                 | 0.671           |
| 準惑星 小惑星   | 冥王星   | 17.1°            | 11.9°            | 15.6°            | 248             | 120°                  | 6.39            |
| 準惑星 小惑星   | ケレス   | 10.6°            | —                | 9.20°            | 4.60            | 4°                    | 0.378           |
| 準惑星 小惑星   | パラス   | 35.1°            | —                | 34.4°            | 4.62            | 84°±5°                | 0.326           |
| 準惑星 小惑星   | ベスタ   | 7.14°            | —                | 5.56°            | 3.63            |                       | 0.223           |
| 衛星            | 月       | 5.15°            |                  |                  | 27.3日          | 6.69°                 | =公転           |
| 衛星            | ガニメデ | 0.195°           |                  |                  | 7.16日          | 0-0.33°               | =公転           |
| 衛星            | カリスト | 0.281°           |                  |                  | 16.7日          | 0°                    | =公転           |
| 衛星            | タイタン | 0.306°           |                  |                  | 15.9日          | 1.94°                 | =公転           |
| 恒星            | 太陽     | 該当せず         | 該当せず         | 該当せず         | 該当せず        | 7.25°                 | 27.3            |